# الدور (المهرة)

تعديل مصدري - تعديل

الدور هي إحدى قرى مديرية حات التابعة لمحافظة المهرة، بلغ تعداد سكانها 36 نسمة حسب تعداد اليمن لعام 2004.